# ویکتور مازین
ویکتور مازین (روسی: Виктор Иванович Мазин؛ ۱۸ ژوئن ۱۹۵۴ – ۸ ژانویهٔ ۲۰۲۲) وزنه‌بردار اهل اتحاد شوروی بود که در مسابقات کشوری و بین‌المللی در مجموع برندهٔ ۱ مدال طلا شد.